# Jeffrey Graves
Jeffrey Graves, più noto come Mister America III, è un personaggio dei fumetti pubblicati dalla DC Comics. È un supereroe dell'Universo DC, membro della Justice Society of America. Mr. America fece la sua prima vera apparizione come Jeffrey Graves in Justice Society of America (vol. 3) n. 4 (maggio 2007) e fu creato da Geoff Johns e Dale Eaglesham.
Jeffrey non ha alcuna relazione con gli eroi precedenti, Tex e Trey Thompson, che furono entrambi Mr. America. Tuttavia, Jeffrey fu collegato a Trey, poiché lavoro con lui in precedenza nell'FBI. Mentre lavorava come secondo Mr. America, Trey fu assassinato, e si scoprì che il suo assassino era Vandal Savage. Jeffrey Graves decise di adottarne il nome per mantenere viva la tradizione, diventando il nuovo Mr. America.

## Storia editoriale
Jeffrey Graves fece la sua prima comparsa, una comparsa senza battute nel primo numero del terzo volume della serie Justice Society of America nel 2007. Nel n. 4, ebbe la sua prima vera comparsa per poi ricomparire nel n. 11 come il supereroe Mr. America. Ricomparve nei tre numeri successivi dopo questo, per poi comparire occasionalmente.
Nel 2009, Mr. America cominciò ad avere dei ruoli significanti nella serie, cominciando dal n. 29. Più avanti, quello stesso anno, Mr. America comparve in Justice Society of America 80-Page Giant n. 1 e nella miniserie di sei numeri JSA vs. Kobra.
Successivamente, nel 2010, ricomparve in Justice Society of America Annual n. 2 e in La notte più profonda: JSA n. 1. Ricomparve poi dal n. 45 al n. 48 nel secondo volume della serie Justice League of America, a causa della storia crossover JLA/JSA dovuta a La notte più profonda.
Nel 2011, Mr. America comparve nel n. 36 del quarto volume di Outsiders. Al momento, Mr. America continua a comparire nella serie Justice Society of America.

## Biografia del personaggio
Jeffrey Graves era un agente speciale che lavorava per il Federal Bureau of Investigaton. Il suo ex partner, Trey Thompson lavorava al contempo come supereroe sotto il nome in codice di Mister America, a cui Jeffrey forniva le informazioni sui crimini a cui Trey poteva lavorare insieme all'FBI. Jeffrey fu l'unico a sapere della doppia identità di Trey e doveva fingere di non sapere chi fosse Mister America. Però, quando la famiglia di Trey fu assassinata, rivelò la sua identità all'FBI. Dopo aver scoperto l'assassino della sua famiglia e averlo brutalmente interrogato, un assassino di nome Catalyst che fu assunto da qualcun altro per uccidere la sua famiglia, Trey fu assassinato a sua volta. Si scoprì che l'assassino di Trey era Vandal Savage, che stava eliminando tutti i discendenti dei supereroi precedenti che stavano portando avanti il nome dei propri predecessori. Savage fu infine sconfitto dalla Justice Society of America. A quel punto, Jeffrey perse il lavoro quando l'FBI scoprì che forniva le informazioni a Trey, informazioni che l'eroe utilizzava per lavorare con l'FBI finché non decise di vendicarsi sull'assassino dei suoi cari. Jeffrey, mentre ripuliva il suo ufficio, trovò il costume di Mister America e si mise la maschera.

### Adesione alla Justice Society of America
Successivamente, Jeffrey comparve sulla scena del crimine nel costume di Mister America e con due fruste, affermando di essere il nuovo Mister America. Presto, mentre investigava su alcuni omicidi per conto suo, Mr. America fu attaccato e picchiato brutalmente da Gog. Poco dopo fu scaraventato nel quartier generale della JSA che respirava appena. Sopravvisse e rivelò che Gog stava uccidendo i criminali metaumani che affermavano di essere degli dei. Fu allora che Mr. America fu ammesso nella Justice Society of America, e proprio in quel momento, Gog comparve e attaccò l'intera squadra. Mr. America non comparve per il resto della storia, tuttavia Gog fu assorbito dall'unico vero Gog, un dio sorto dalla Terra, che la JSA naturalmente sconfisse.
Mr. America reclutò successivamente la sua nuova spalla, All-America Kid. Quello stesso giorno, Mr. America lo portò al quartier generale della JSA, e dato che la maggior parte della squadra era fuori per una battaglia, furono accolti solo da Mr. Terrific e King Chimera. All-American Kid si diresse subito da Mr. Terrific e lo accoltellò alla schiena. Quando la JSA fece ritorno alla base e trovarono ferito Mr. Terrific, interrogarono il ragazzo. Dopo aver visto la registrazione di sicurezza dove All-American Kid faceva resistenza, si giunse alla conclusione che il giovane si trovava sotto controllo mentale. Tuttavia, quando i criminali che la JSA aveva appena sconfitto attaccarono la loro base, Mr. America fu messo fuori gioco dalla sua spalla. Per tutto il resto della storia, si scoprì che All-American Kid era un sociopatico di nome Jeremy Karne. Accoltellò Mr. Terrific così che non potesse scoprire chi fosse, per poi infiltrarsi nella JSA per rapire Osidian.
Dopo l'infiltrazione di Jeremy, la Justice Society decise di dividersi in due squadre. Mr. America rimase con la squadra originale. Mr. Terrific, che era sopravvissuto e si stava rimettendo dalle ferite, diede a Mr. America la sua frusta, dicendo che avrebbe dovuto allenarsi con essa. Quando Mr. America, insieme a Fulmine al suo fianco, tentò di prendere la mano con la frusta colpendo alcuni blocchi di cenere, esplosero, con un impatto che spinse indietro i due eroi di qualche metro. Allo stesso tempo, Mr. America aiutò la sua squadra a sconfiggere Mordru e successivamente il Quarto Reich, un team di Nazisti associati a Jeremy.

### La notte più profonda
Intorno allo stesso periodo del combattimento contro Mordru, Mr. America aiutò la sua squadra nel combattimento contro le Lanterne Nere a New York. Espresse forza di volontà quando cercò di combattere contro il suo ex collega ed amico, la Lanterna Nera Trey Thompson ringhiandogli contro "Fatti sotto, mostro". Fu successivamente mostrato sconfitto e sorretto da Flash che lo portò di corsa ai Laboratori S.T.A.R...

### Nel giorno più splendente
Subito dopo aver sconfitto il Quarto Reich, Mr. America fu presente quando Alan Scott fu sopraffatto dalla Starheart. La JSA quindi si alleò con la Justice League e la resuscitata Jade per fermare Alan e gli altri metaumani corrotti dalla Starheart. Dopo una serie di eventi, Batman scoprì che Jade era in grado di assorbire il potere della Starheart utilizzando i suoi poteri contro Alan abbastanza a lungo da permettere a suo padre di prendere il controllo della stessa Starheart. Questo tentativo si dimostrò un successo, permettendo così ad Alan di riottenere i suoi poteri e di riportare ogni metaumano coinvolto alla normalità.

## Caratterizzazione
Anche se non fu molto esplorato o evoluto dopo il suo debutto, il personaggio di Mr. America fu mostrato come un uomo educato e puro di cuore. Si dimostrò forte e di valore al livello dei suoi colleghi quando divenne un supereroe. Mentre ha una personalità socievole in normali condizioni, si dimostra invece serio e determinato contro i criminali. Prima di unirsi alla JSA aiutò l'FBI a rintracciare una ragazza scomparsa il cui rapitore l'aveva brutalmente violentata. Mr. America fece cadere il rapitore giù da una rampa di scale fino alla cantina in cui aveva segregato la ragazza e quindi fece cadere anche le scale. Quando fu detto che il rapitore non avrebbe più camminato, Mr. America disse "La prossima volta me ne assicurerò".
Mr. America è un caro amico della sua compagna di squadra Fulmine, in quanto i due parlano spesso insieme e si alleano nei combattimenti. Quando una volta Fulmine lo chiamò Signor Graves, lui le rispose di chiamarlo "Jeff", in quanto non voleva sentirsi più vecchio e che si sentiva più vicino alla sua età che a quella degli altri veterani della squadra. Mr. America è anche disgustato dall'idea di utilizzare i bambini come militari, affermando che "è ridicolo mandare dei bambini alla battaglia".

### Descrizione
A differenza di Tex e Trey, che ebbero entrambi i capelli e i baffi neri, Jeffrey nacque castano e non portò i baffi. I colori del suo costume sono rosso, bianco e blu, simbolizzando la bandiera nazionale statunitense. Indossa una maschera blu, una camicia bianca con polsini blu, un mantello rosso con una striscia blu e sulla sommità di esso alcune stelle bianche sparse, un collare blu con una stella dorata su ogni lato, pantaloni blu, stivali blu e una cintura marrone. Il suo costume è molto simile a quelli indossati da Tom e Trey, ad eccezioni di alcuni piccoli cambiamenti. Il Mr. America originale consisteva di una cintura rossa, collare bianco, una stella blu su ogni lato del collare, guanti blu, niente polsini sulla camicia e parastinchi bianchi. Il costume di Jeffrey ha la cintura marrone, il collare blu, una stella dorata su ogni lato del collare, niente guanti, polsini blu sulla camicia e parastinchi blu.

## Poteri e abilità
Mr. America è una delle poche persone nella JSA a non avere dei super poteri o super abilità. È un abilissimo detective ed è abile nel combattimento corpo a corpo in quanto ex agente speciale dell'FBI. È anche in una forma fisica massima per una persona normale. Mentre Tex e Trey usavano una sola frusta come arma da accompagnamento, Jeffrey ne usa due. Utilizzò due fruste come armi finché Mr. Terrific non le aggiornò, rendendole esplosive per ogni colpo che avrebbero dato. Non fu mai rivelato come Mr. Terrific riuscì a farlo, in quanto tutto ciò che disse a Jeff fu che aveva "armeggiato" un po' con le fruste e che "aveva apportato dei nuovi miglioramenti".
Mr. Terrific non affermò mai chiaramente neanche perché aveva migliorato le fruste. Tuttavia, si può presumere che lo fece semplicemente per renderle più efficaci durante le battaglie e per aiutare Mr. America a diventare una minaccia maggiore per i nemici super potenti, in quanto egli è un umano senza poteri, e infatti le due fruste si dimostrarono alquanto inefficaci numerose volte, causandogli numerose ferite. Nel periodo in cui fu picchiato da Gog e utilizzava ancora le sue vecchie fruste, Mr. America disse "Ho cercato di fermarlo. Indovina un po'? Il bastone del potere batte le fruste".